# کوین اشتون
کوین اشتون (متولد 1968) یک پیشگام فناوری بریتانیایی است که مرکز Auto-ID را در موسسه فناوری ماساچوست (MIT) تأسیس کرد که یک سیستم استاندارد جهانی برای RFID و سایر حسگرها ایجاد کرد. او به خاطر ابداع اصطلاح « اینترنت اشیا »  برای توصیف سیستمی که در آن اینترنت از طریق حسگرهای همه جا به دنیای فیزیکی متصل می شود، مشهور است. 

## زندگینامه
اشتون در بیرمنگام انگلستان به دنیا آمد. او از سال 1990 تا 1994 مطالعات اسکاندیناوی را در دانشگاه کالج لندن خواند. او در سال 1997 به عنوان دستیار مدیر برند در پروکتر اند گمبل (P&G) مشغول به کار بود که به استفاده از RFID برای کمک به مدیریت زنجیره تامین P&G علاقه مند شد.  این کار او را به MIT هدایت کرد، جایی که او به راه اندازی یک کنسرسیوم تحقیقاتی RFID به نام Auto-ID Center با اساتید Sanjay Sarma و Sunny Siu و محقق دیوید براک کمک کرد. این مرکز در سال 1999 به عنوان یک پروژه تحقیقاتی تحت حمایت صنعت با هدف ایجاد یک سیستم استاندارد باز جهانی برای قرار دادن RFID در همه جا افتتاح شد. اشتون مدیر اجرایی مرکز بود. سیو، سپس سارما، به عنوان مدیر تحقیقات و سپس رئیس تحقیقات عمل کرد. تحت رهبری اشتون و سارما، تعداد حامیان مالی به 103 افزایش یافت و آزمایشگاه‌های اضافی در سایر دانشگاه‌های بزرگ در سراسر جهان تأمین مالی شدند. پس از توسعه سیستم، MIT مجوز آن را به سازمان استانداردهای غیرانتفاعی جی‌اس۱ داد و پروژه به نتیجه موفقیت آمیز رسید. آزمایشگاه ها به Auto-ID Labs تغییر نام دادند و به تحقیقات خود ادامه می دهند.
اشتون با استارت‌آپ‌های ThingMagic،  شرکت فناوری پاک EnerNOC (NASDAQ:ENOC) و Zensi، یک شرکت سنجش انرژی که او با شوتاک پاتل در میان دیگران تأسیس کرد، به یک کارآفرین با فناوری پیشرفته تبدیل شد. Zensi توسط Belkin International در  2010 خریداری شد. اشتون سپس سیستم اتوماسیون خانگی Belkin Wemo (که در ابتدا به عنوان WeMo طراحی شده بود) را توسعه و راه اندازی کرد. او برای RFID Journal ، Medium و Quartz می نویسد و کتابی با عنوان How to Fly a Horse with راندوم هاوس در سال 2015 منتشر کرد. در ژانویه 2016، How to Fly a Horse برنده «بهترین کتاب تجاری» از 1-800-CEO-READ شد.
برای یک مقاله کوارتز در آوریل 2013، اشتون سانتیاگو پرستو ، یک گورو تخیلی رسانه های اجتماعی مکزیکی را که در "خود خیالی" تخصص دارد، خلق کرد، این متخصص داستانی با 90000 دنبال کننده توییتر و یک بیوگرافی ویکی پدیا همراه شد. ایجاد Swallow تلاشی برای نشان دادن این است که اعتبار به تعداد فالوورهای توییتر ارتباطی ندارد. 

## انتشارات علمی
انتشارات علمی کوین اشتون را می توان در مجلات برجسته علمی و رسانه ای یافت:
- اقیانوس اطلس ؛
- نیویورک تایمز ؛
- مجله RFID ; [۹]
- متوسط ؛ [۱۰]
- کوارتز . [۱۱]